# José Perotti

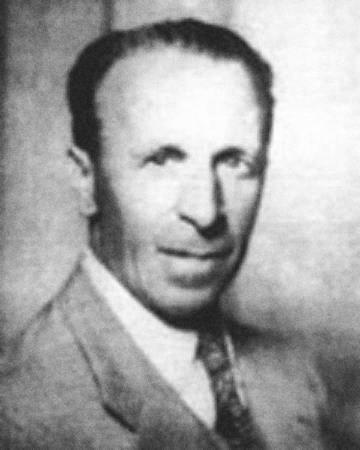
José Perotti, 1920

José Luis Perotti Ron(z)zoni (* 8. Juni 1898 in Santiago de Chile; † 22. Juni 1956 ebenda) war ein chilenischer Maler und Bildhauer.
Perotti begann seine künstlerische Ausbildung im Colegio Experimental und studierte ab 1917 an der Academia de Bellas Artes bei dem Bildhauer Virginio Arias. Beim Salón Oficial 1919 gewann er den Ersten Preis für Bildhauerei. Mit einem Stipendium der chilenischen Regierung reiste er 1920 nach Europa, wo er bis 1921 seine Ausbildung an der Real Academia de Bellas Artes de San Fernando bei Miguel Blay, Joaquín Sorolla und Julio Romero de Torres fortsetzte. Bis 1923 studierte er dann in Paris an der Académie de la Grande Chaumière und der Académie Colarossi und war Meisterschüler von Antoine Bourdelle.
Nach seiner Rückkehr nach Chile zählte er neben Camilo Mori, Henriette Petit und den Brüdern Julio und Manuel Ortiz de Zárate zu den Gründern der avantgardistischen Grupo Montparnasse. 1927 wurde er als Nachfolger von Simón González Leiter der Bildhauerwerkstatt an der Eschuela de Bellas Artes, 1929 wurde er zum Direktor der Escuela de Artes Aplicadas an der Universidad de Chile berufen. Als Stipendiat der Alexander von Humboldt-Stiftung für Naturforschung und Reisen reiste er 1937 mit Samuel Román und Israel Roa nach Deutschland, wo er seine Fertigkeiten der Emailtechnik und Keramik vervollkommnete.
Im Jahr 1947 zählte Ronzini neben Marco Bontá zu den Gründern des Museo de Arte Contemporáneo an der Universidad de Chile. Außerdem förderte er die Gründung des Museo de Arte Popular und des Museo Pedagógico und gehörte zu den Gründern der Asociación Chilena de Pintores y Escultores. 1953 wurde er mit dem Premio Nacional de Arte ausgezeichnet. Werke Ronzinis befinden sich im Besitz des Museo Nacional de Bellas Artes sowie auf verschiedenen öffentlichen Plätzen und Friedhöfen chilenischer Städte, in Lissabon und im New Yorker Central Park.